# Haus Horst (Warbeyen)
Haus Horst ist eine ehemalige Burganlage am Rhein auf dem Stadtgebiet von Kleve in Nordrhein-Westfalen.

## Geschichte
Haus Horst wird 1371 erstmals genannt. Da die Lage des Gebäudes als „gegenüber Emmerich“ beschrieben wird,
muss es sich in der Nähe des Dorfes Warbeyen befunden haben. Die Anlage ist bis 1503 als klevisches Lehen der Familie van der Horst nachweisbar; über die weitere Geschichte ist sehr wenig bekannt. Möglicherweise ist die Burg im Lauf der Zeit durch Hochwasser und Verlagerungen des Rheins zerstört und abgetragen worden, wie es für das wenige Kilometer stromabwärts gelegene Haus Halt bekannt ist.
Das Anwesen wird angedeutet als „opter Horst“ auf eine Karte um 1590 im Madrider Atlas van Christian Sgrothen.
Der Historiker Stefan Frankewitz nannte als möglicher ehemaliger Standort der „Überhorsthof“ an der Emmericher Straße in Kleve.

## Galerie

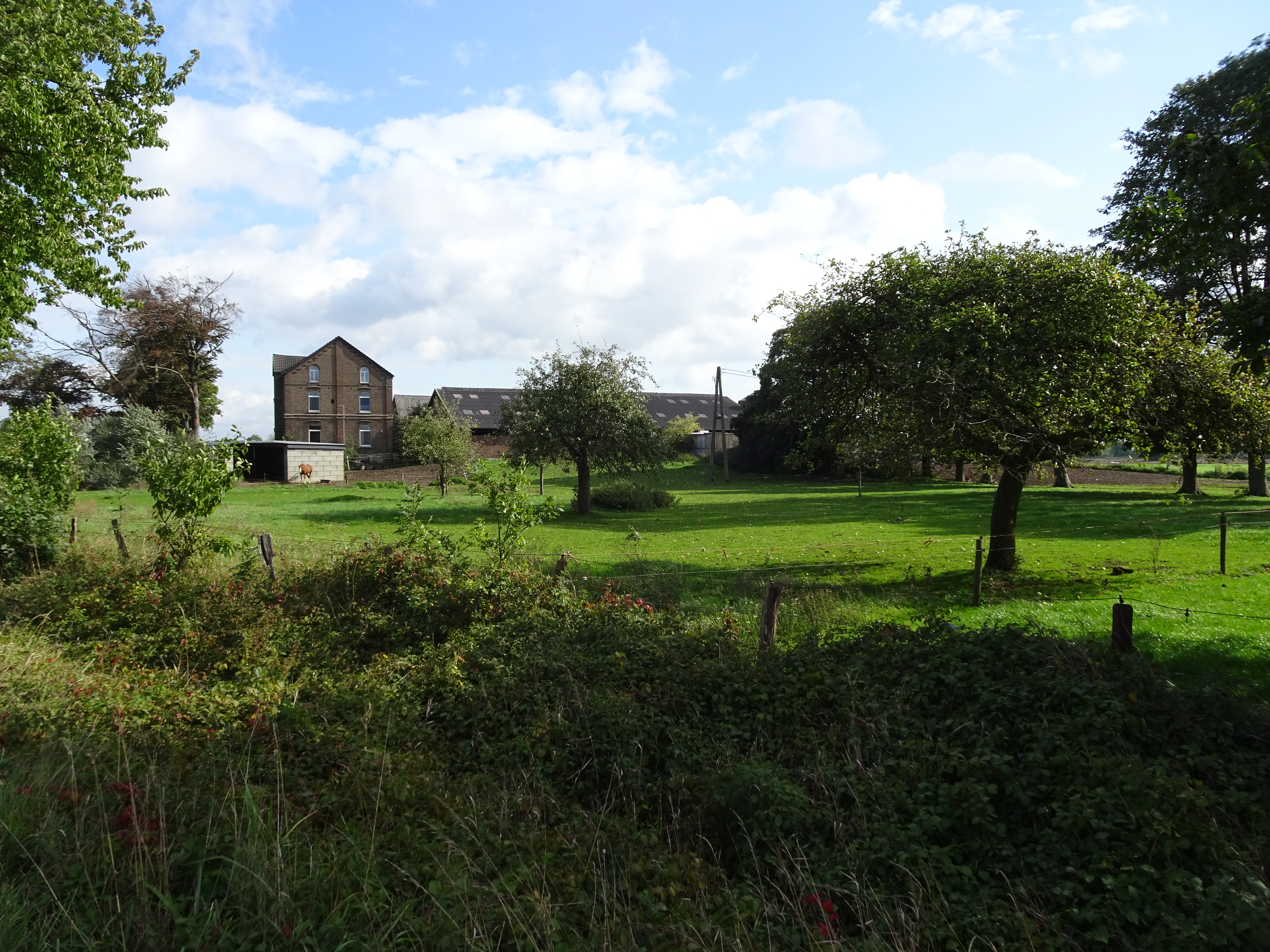
Überhorsthof, Übersicht
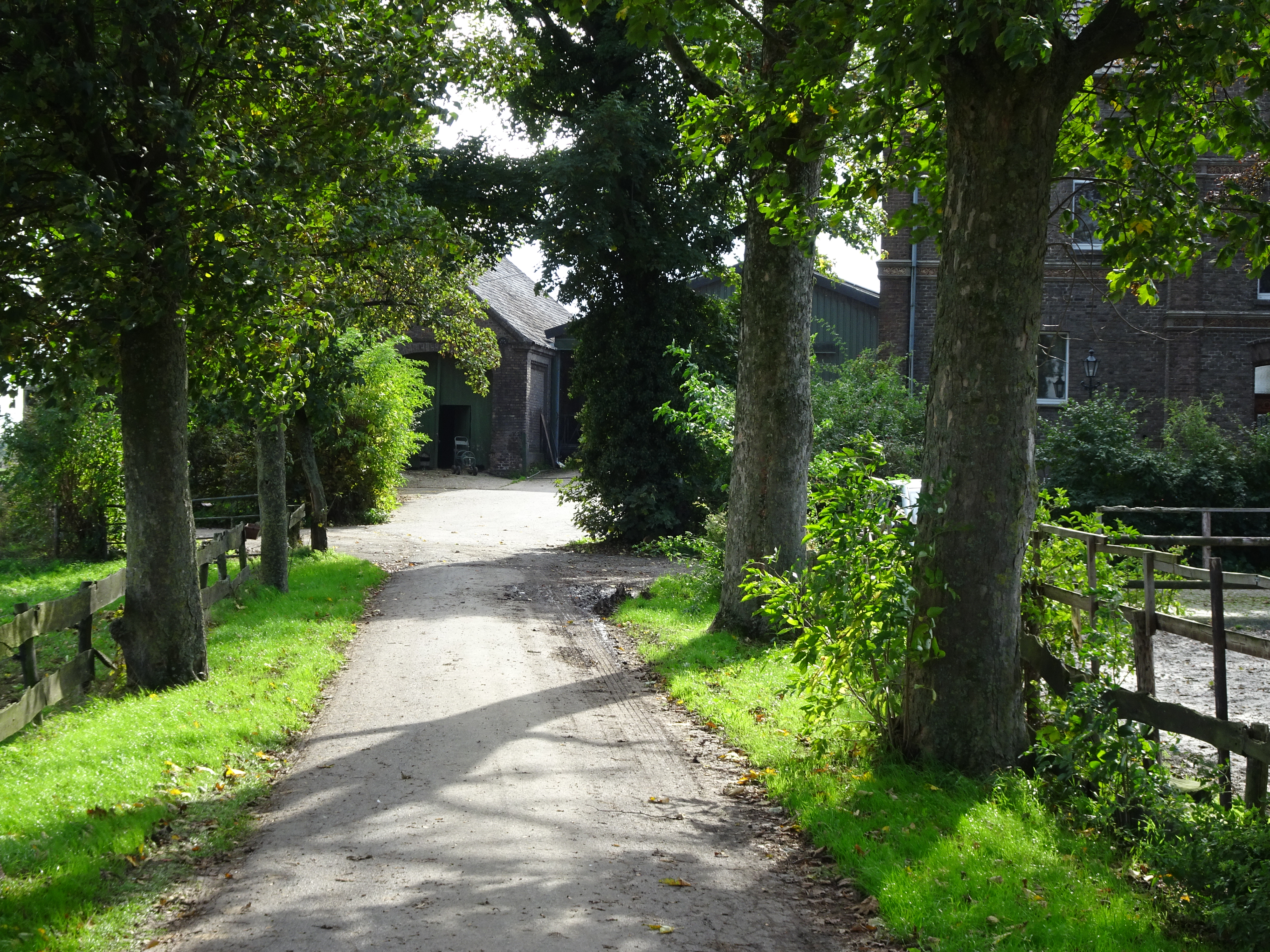
Überhorsthof, Auffahrt
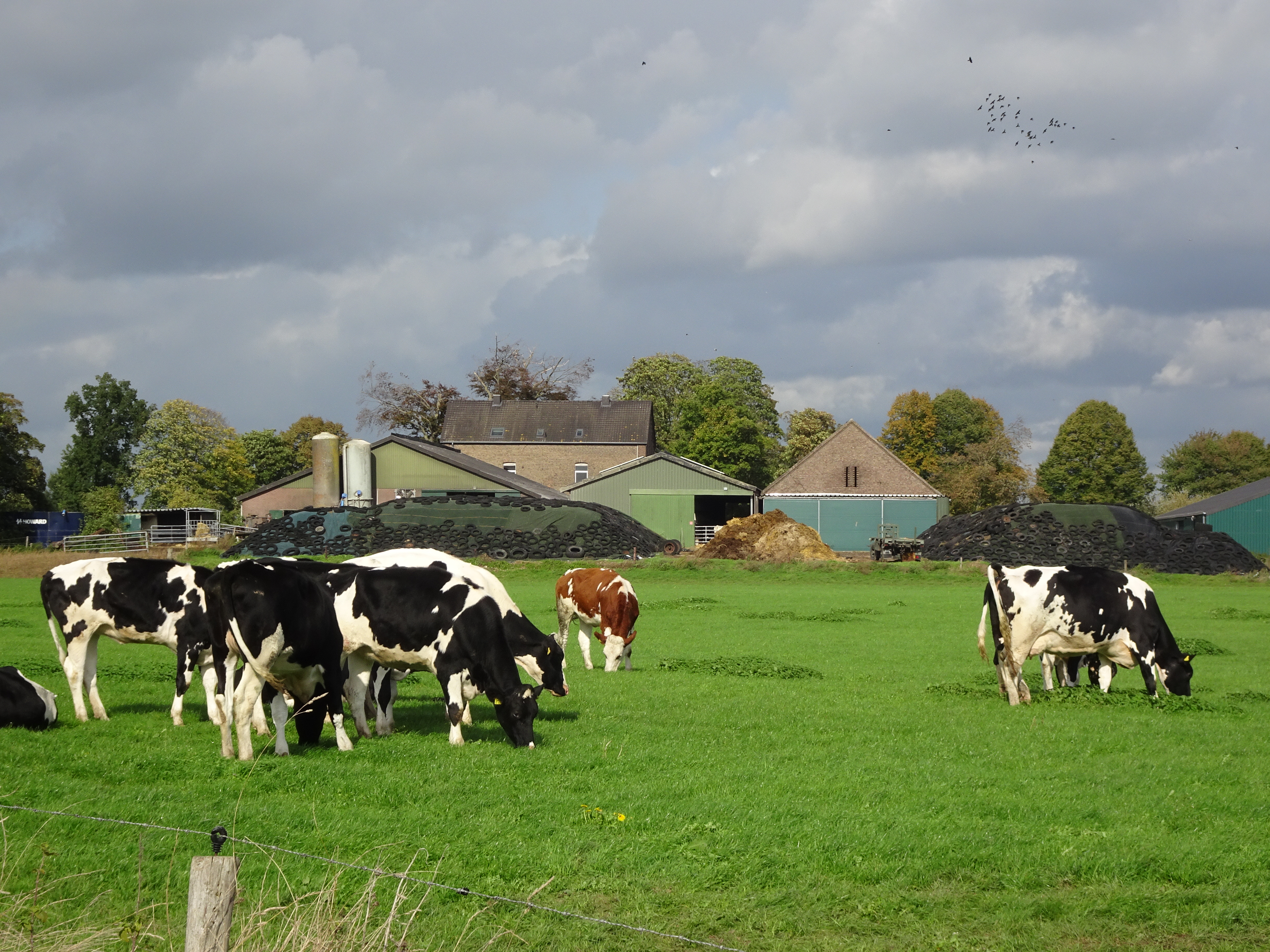
Überhorsthof, Rückseitig